# Pseudoazya
Genre
Pseudoazya est un genre d'insectes coléoptères de la famille des coccinelles et de la sous-famille des Coccidulinae.

## Systématique
Le genre Pseudoazya a été créé en 1980 par l'entomologiste américain Robert Donald Gordon (d) (1938-) avec comme espèce type Azya trinitatis décrite initialement en 1912 par l'entomologiste britannique Guy Anstruther Knox Marshall (d) (1871-1959).

## Liste d'espèces
Selon ITIS (18 mars 2022) :
- Pseudoazya trinitatis (Marshall, 1912)

## Étymologie
Le nom générique, Pseudoazya , fait référence à la grande proximité de ce genre avec le genre Azya.

## Publication originale
- (en) Robert D. Gordon, « The Tribe Azyini (Coleoptera: Coccinellidae): Historical Review and Taxonomic Revision », Transactions of the American Entomological Society, vol. 106, no 2,‎ juin 1980, p. 149-203 (ISSN 0002-8320 et 2162-3139, JSTOR 25078259).